# Dina ögon
Dina ögon är en svensk dansbandslåt från 2002, skriven av Joc Lind (musik) och Lisa Lind (text). Låten spelades in av Hedez och utgavs som singel utan B-sida år 2002. Det var gruppens sista singel.
"Dina ögon" spelades in i Purple Sound Studio. Den producerades och arrangerades av Vidar Alsterberg och spelades in med Lennart Sjöholm och Åke Grahn som ljudtekniker. På singeln hade Sara Eriksson ersatt Berit Andersson som gruppens sångare.
Låten låg sju veckor på Svensktoppen mellan den 28 september och 9 november 2002, som bäst på plats fyra.

## Låtlista
1. "Dina ögon" (Joc Lind (musik), Lisa Lind (text))

## Mottagande
I en krönika i Aftonbladet kallade Michael Nystås låten för en "glad överraskning" och "det poppigaste Hedez spelat in på flera år". Han fortsatte: "Det är en flyhänt och stark komposition, skriven av obeprövade Lisa Lind och Joc Lind, suggestivt uppbyggd fram till den jublande refrängen." Han berömde också Sara Erikssons sånginsats och kallade den "övertygande", men noterade även att hon hade "lite problem med s-ljuden i texten".